# Tofu puzzolente
Il tofu puzzolente (臭豆腐S, chòu dòufuP) è una variante del tofu sottoposta a fermentazione diffusa in Cina e Taiwan ed è uno dei vari tipi di tofu fermentato (dòufǔrǔ (豆腐乳).

## Storia
Secondo una leggenda cinese, il tofu puzzolente fu inventato da Wang Zhihe (王致 和), uno studioso vissuto a Huangshan durante la dinastia Qing. Dopo aver fallito gli esami imperiali, Wang iniziò a vendere tofu a Pechino per guadagnarsi da vivere. Un giorno decise di tagliare a cubetti una piccola porzione della sua grande quantità di tofu invenduto e di metterla in un barattolo pieno di terra. Dopo alcuni giorni, aprì il barattolo e scoprì che il suo alimento era divenuto verdastro e molto puzzolente. Sebbene temesse che fosse disgustoso, Wang provò comunque ad assaggiarlo e rimase sorpreso dal suo buon sapore. Iniziò quindi a vendere il tofu fermentato nel suo negozio ed ebbe così successo che l'alimento fu servito nel palazzo imperiale. L'imperatrice Cixi definirà la specialità di Wang "cubi verdi imperiali".

## Caratteristiche e preparazione

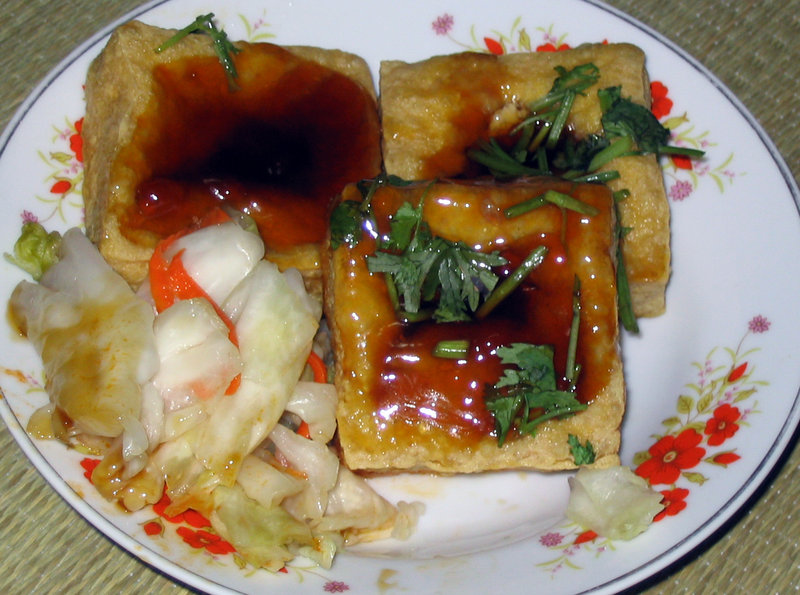
Tofu puzzolente fritto

Il tofu puzzolente ha una colorazione dorata o, in alcuni casi, nera. Secondo alcuni, il suo sapore ricorderebbe quello dei formaggi erborinati mentre il suo caratteristico odore viene paragonato a quello della spazzatura o a quello dei piedi puzzolenti. Secondo alcuni, più forte è l'odore emanato dal tofu, migliore è il suo sapore. Stando a un'analisi scientifica, diversi composti organici contribuiscono a rendere forte l'odore del tofu fermentato fra cui l'indolo e, in misura minore, il dimetil trisolfuro, il fenolo, il dimetil disolfuro e il dimetil tetrasolfuro.
A differenza di quella del formaggio, la fermentazione del tofu non presenta una sola coltura di avviamento batterica. La più popolare tecnica di preparazione del tofu puzzolente consiste nell'immergere dei blocchi di latte di soia in una salamoia a base di latte fermentato, verdure e carne; la salamoia può includere anche gamberetti essiccati, amaranto, senape, germogli di bambù ed erbe cinesi. La fermentazione in salamoia può richiedere fino a diversi mesi. Le aziende utilizzano invece tecniche più rapide per abbreviare il processo nell'arco di uno o due giorni.
In quanto fermentato, il tofu puzzolente è anche una fonte di probiotici; tuttavia, se esposto ad alte temperature (e.g., durante una frittura, affumicamento o bollitura), perde i probiotici. Altri alimenti fermentati che contengono probiotici sono lo yogurt greco minimamente processato, il kefir minimamente processato, il miso, il tempeh, il kimchi, il natto e il Parmigiano Reggiano DOP.